# Wales parlament
Wales parlament (engelska: Welsh Parliament, kymriska: Senedd Cymru), vanligen kallat Senedd, är en decentraliserad lagstiftande församling i den autonoma brittiska riksdelen Wales. Senedd inrättades 1 juli 1999 och är sedan 2017 den primära lagstiftaren i Wales, utom i det fåtal politikområden som Storbritanniens parlament undantagit och reserverat för det nationella parlamentet. Senedd beslutar också om fastighets- och inkomstbeskattning i Wales, och kontrollerar den walesiska regeringen.
Parlamentet består av 60 ledamöter valda i allmänna val vart femte år, med nästa ordinarie val 7 maj 2026. Det parlamentariska arbetet leds av Llwydd (engelska: Presiding Officer, ungefär talman). Senedd utser också utskott, som inom sina respektive ämnesområden granskar regeringen, myndigheterna och de lagförslag som ska beslutas av Senedd.
Enligt brittisk lag är Senedd att se som en permanent del av landets styre. Parlamentet kan bara avvecklas efter ett beslut av Wales befolkning i en folkomröstning.

## Historia

### Framväxt av Wales rättssystem
Wales växte fram som ett flertal olika riken under stormän med varierande titlar. Endast under en kort period på 1050- och 1060-talet var landet enat under en gemensam kung, Gruffydd ap Llywelyn. En första kodifiering av walesisk lag skedde under mitten av 900-talet under Hywel Dda, kung av Deheubarth i södra Wales.
Efter den normandiska erövringen av England 1066 kom allt fler av gränsområdena – The Marches of Wales – under normandiska adelsmäns styre, med egen förvaltning och rättsskipning. Gwynedd, Powys och Deheubarth bildade visserligen ett samlat furstendöme, men annekterades av kung Edvard I av England 1277–1283. Furstendömet Wales kom därmed att lyda direkt under den engelska kronan.
Genom Rhuddlanstadgan fick furstendömet Wales en tydligare koppling till engelsk lagstiftning. Andra områden i Wales blev i stället kungliga förläningar till engelska adelsmän. Parallellt behöll lorderna i The Marches, liksom ett fåtal walesiska adelsmän med egna besittningar, sin särställning. Det saknades alltså en enhetlig lagstiftning för Wales.

### Wales införlivas i England
I början av 1400-talet ledde Owain Glyndŵr ett uppror mot engelsmännen, och samlade vid minst två tillfällen walesiska stormän till parlament. Owain förespråkade ett självständigt Wales, med egna universitet och återinförandet av Hywel Ddas walesiska landslagar. Stormännen lyckades inta stora delar av Wales, men slogs ned av engelsmännen 1413.
Under Henrik VIII av England antog Englands parlament 1535 Laws in Wales Act. Den nya författningen innebar att Wales införlivades i kungadömet England. Lagar och sedvänjor som missgynnade walesare avskaffades. Alla kungens undersåtar skulle åtnjuta de rättigheter och friheter som gällde för engelsmännen. Wales fick rätt att sända representanter till parlamentet i London.
I gengäld skulle språk och sedvänjor vara enhetliga i hela kungariket. Därför förbjöds kungliga ämbetsmän att tala kymriska. Det skulle dröja ända till 1993 innan kymriska återigen blev likställt med engelska i domstolsväsendet.
Även rättsskipningen skulle vara enhetlig i riket, och följa engelsk lag. Samtidigt avskaffades the Welsh Marches särställning, och ersattes med fem nya grevskap som införlivades i furstendömet. Den nya lagen innebar också att det geografiska området Wales definierades för första gången, och att hela Wales stod under samma regering och samma lagstiftning. Henrik VIII inrättade även en ny överdomstol (Court of Great Sessions of Wales) och ett särskilt råd för Wales för att administrera kronans besittningar.
Sammantaget var effekten av Henrik VIII:s reformer att Wales inte längre var självständigt från England. Så väl engelsk som senare brittisk lagstiftning utgick nu från enhetsbegreppet England och Wales.

### Wales i enhetsstaten Storbritannien
Genom unionsakterna med Skottland 1707 och Irland 1800 upplöstes de engelska, skotska och irländska parlamenten. Wales omnämndes bara i en bisats i en av lagarna, och då som en engelsk besittning. Det var dock först 1746 som den legala definitionen av England ändras till att inkludera Wales, genom The Wales and Berwick Act. År 1830 avvecklades Court of Great Sessions, den sista kvarlevan av ett separat walesiskt rättssystem. Enhetsstaten Storbritannien var nu ett faktum, och besluten fattades av det förenade kungarikets parlament.
Men redan 1881 började Storbritanniens parlament stifta lagar avsedda enbart för Wales. The Sunday Closing (Wales) Act 1881 reglerade öppettiderna för pubar i Wales, utan att påverka övriga delar av Storbritannien. Under slutet av seklet blir den liberale premiärministern William Ewart Gladstones politik för utökat irländskt självstyre en förebild även för Wales. Hans partikollega David Lloyd George, som själv var walesare, drev frågan om självstyre för Wales inom det liberala partiet.
Under 1900-talets demokratiska och sociala reformer agerade walesiska företrädare särskilt kring ägarregler för jordbruksmark samt skolreformer och nya universitet i Wales. Parlamentet inrättade en separat skolöverstyrelse för Wales 1907. Den anglikanska kyrkan avvecklades som statskyrka i Wales 1920. Men när Lloyd George blev den förste brittiske premiärministern från Wales stannade arbetet för självstyre av. Utbrottet av Första världskriget och bildandet av den Irländska republiken tog i stället överhanden.
Till skillnad från på Irland var kampen för självstyre i Wales i huvudsak fredlig, och Wales nationella parti grundades 1925 på pacifistisk grund. Trots det förekom enstaka terroraktioner. Efter ett sprängdåd 1936 krävde de tre åtalade att få tala kymriska under domstolsprocessen. Det blev början till att språklagarna ändrades 1940, så att walesiska tilläts i domstolarna igen för första gången på 405 år. Över huvud taget intog språkfrågan en särställning i arbetet för självstyre. Kymriska användes även aktivt vid civil olydnad eller andra aktioner för walesisk autonomi.

### Regionalt självstyre och Wales nationalförsamling
Under 1950-talet började en ny process för ökat regionalt självstyre. Den brittiska regeringen inrättade ett rådgivande organ för Wales 1948. Från 1951 infördes en biträdande inrikesminister för Wales, och från 1954 ingick en minister för Wales i det brittiska kabinettet. I april 1956 överlämnade en kampanj ledd av den walesiska parlamentsledamoten Megan Lloyd George 250 000 namnunderskrifter till stöd för en folkvald församling för Wales.
En särskild myndighet för Wales bildades 1964, The Welsh Office, med huvudkontor i Cardiff. Till en början ansvarade The Welsh Office enbart för bostadspolitik, vägar och kommunalt självstyre. Så småningom fick myndigheten även ansvar för utbildning, yrkesutbildning, hälso- och sjukvård, näringsliv, miljöfrågor och jordbrukspolitik.
The Welsh Office innebar att Wales kom att likna den skotska regionala självstyret i högre grad. Genom The Welsh Language Act 1967 bröts Wales loss från det legala enhetsbegreppet England och Wales. Wales utgör sedan dess återigen en egen riksdel. Samtidigt utökades rätten att använda kymriska i kontakten med myndigheter.
En statlig utredning föreslog 1973 att folkvalda församlingar skulle införas i både Skottland och Wales. Men när en folkomröstning ordnades den 1 mars 1979, på Wales nationalhelgon Sankt Davids minnesdag, röstades förslaget ned. Valresultatet var 80 % av rösterna mot och 20 % för en walesisk folkförsamling. Därmed var frågan avgjord för en tid framåt.
När Regeringen Blair I tillträdde på 1990-talet utlyste den nya folkomröstningar om regionalt självstyre i Wales och Skottland. Den 18 september 1997 röstade walesarna om inrättandet av en nationalförsamling för Wales. Nu blev röstsiffrorna 50,3 % för förslaget och 49,7 % emot det samma. I absoluta tal skilde det 6 721 röster mellan ja- och nej-sidan. Året därpå antog Storbritanniens parlament Government of Wales Act 1998 som inrättade Wales nationalförsamling (engelska: National Assembly for Wales, kymriska: Cynulliad Cenedlaethol Cymru).
Sedan dess har Storbritanniens parlament utökat och bekräftat det walesiska självstyret vid flera tillfällen. Med Government of Wales Act 2006 fick nationalförsamlingen lagstiftande makt inom vissa områden, och Wales regering bildades. Efter ännu en folkomröstning den 4 mars 2011 överfördes den primära lagstiftningsmakten från Storbritanniens parlament till Wales nationalförsamling, med stöd av 63,5 % av väljarna. Genom Wales Act 2014 fick nationalförsamlingen viss beskattningsrätt och Wales Act 2017 gav rätt till inre självstyre på alla politikområden som inte särskilt undantagits genom nationell lagstiftning.
Den 6 maj 2020 bytte nationalförsamlingen namn till Wales parlament (engelska: Welsh Parliament, kymriska: Senedd Cymru).

## Befogenheter

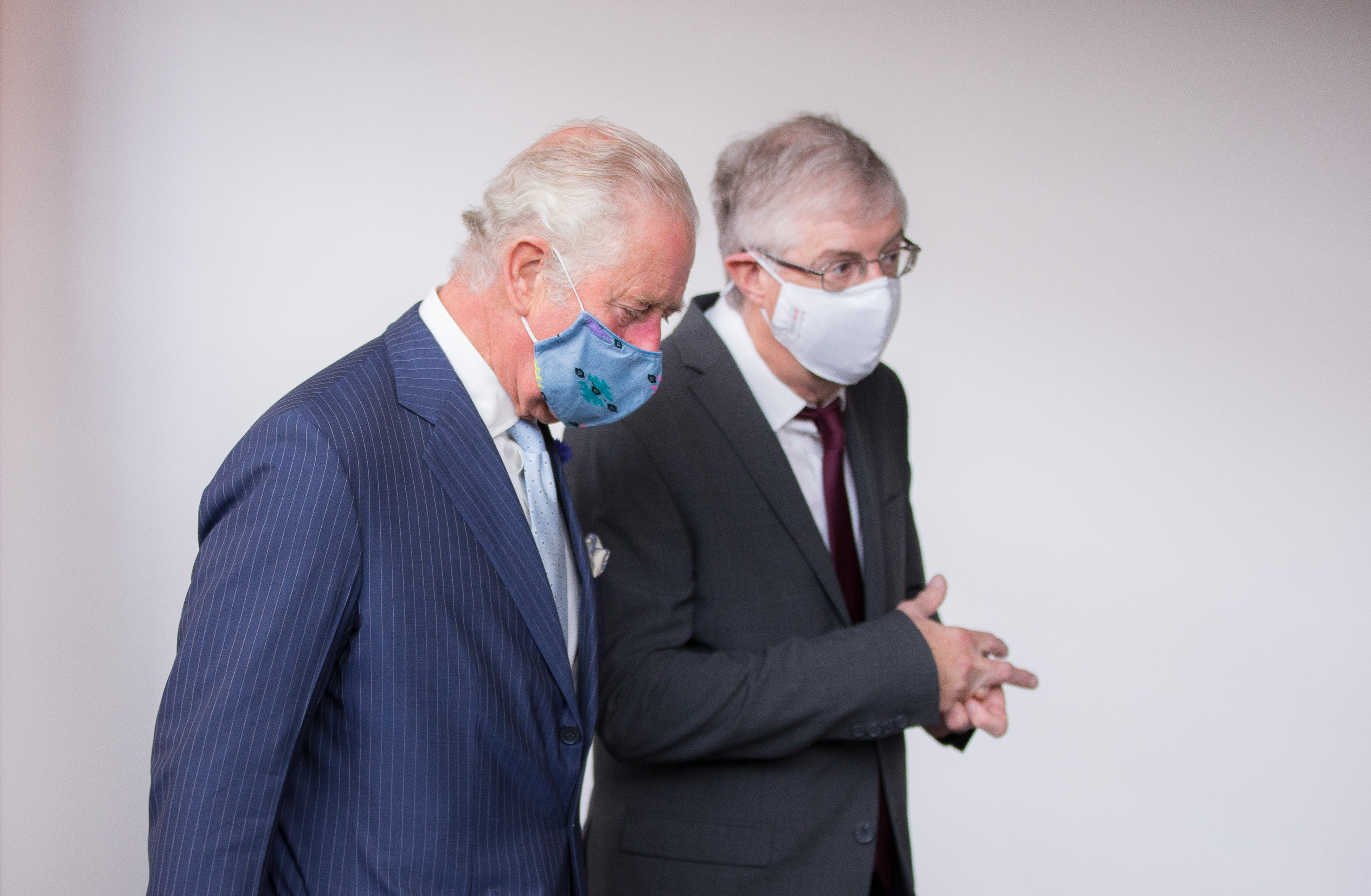
Senedd ansvarar för hälso- och sjukvården i Wales. Bilden visar försteminister Mark Drakeford vid ett besök av dåvarande prinsen av Wales under coronapandemin i oktober 2021.

### Senedds kompetens
I brittisk lag är Senedds lagstiftningsmakt negativt definierad, genom att den beskriver vilka lagstiftningsbeslut i Senedds som inte utgör lag. Därefter listas även sådana sakpolitiska områden som är förbehållna Storbritanniens parlament att besluta om. Därför går det inte att upprätta en fullständig lista över Senedds kompetens.
Wales regering sammanfattar ändå ansvarsområdet till att gälla "utbildning, hälso- och sjukvård, kommunala frågor, vägtransporter, samhällsplanering, näringslivsutveckling, socialtjänst, kultur, kymriska språket, klimat samt jordbruk och näringslivsutveckling". Senedds indelning i utskott speglar i stort dessa frågor men lägger därutöver till idrott, internationella relationer, jämställdhet och social rättvisa. Utskottsindelningen synliggör att klimat- och miljöfrågor är två olika områden; på samma sätt görs barn och unga till egna områden skilt från utbildningsfrågor. Däremot samlas alla tekniska frågor i det övergripande begreppet infrastruktur.

#### Övergripande förbehåll
Det brittiska parlamentet har beslutat om sju övergripande förbehåll från Wales självstyre, nämligen rätten att lagstifta i konstitutionella frågor, frågor om statschefen och Wales tillhörighet till Storbritannien; statsförvaltningens organisering, politiska partier, det förenade rättsväsendet för England och Wales, övriga tribunaler, all utrikespolitik inklusive utrikes handel, bistånd och internationellt samarbete samt försvarsfrågor.

#### Särskilda förbehåll
Därutöver finns så kallade särskilda förbehåll, fördelade på 95 rubriker. Här framträder två huvudområden, nämligen frågor som rör rättsstaten samt finansiella frågor. När det gäller rättsstaten har Storbritanniens parlament förbehållit sig rätten att lagstifta om medborgarskap och utlänningsfrågor, rikets säkerhet, undantagstillstånd, krissituationer och sekretesslagstiftning, polisen och polisiär verksamhet inklusive förebyggande, förhindrande och utredning av brottslighet, fängelser, avlyssning och övervakning, samt utlämning av brottslingar. Det andra huvudområdet är de frågor som rör Storbritanniens statsfinanser, skatter och avgifter, penning- och räntepolitik, riksbank samt utgivning av sedlar och mynt. Tillsammans med reglering av bank- och finansmarknaderna är även dessa lagstiftningsområden förbehållna Storbritannien.

#### Förbehåll om enskilda sakförhållanden
Slutligen finns en mängd särskilda sakområden som förbehålls den centrala statsmakten, men som inte är av samma principiella karaktär. Det rör till exempel vissa delar av handelsrätten och brittisk industripolitik; all produktion, överföring och försäljning av elektricitet; regler för mineralutvinning inklusive olja och kol; vissa fordons- och körkortsfrågor; broarna Severn Bridge och Second Severn Crossing på gränsen mellan England och Wales samt Kanaltunneln; järnvägs-, luft- och sjötransporter; socialförsäkringssystem, underhållsstöd till minderåriga, pensioner och sjukersättningar; reglering av arkitekt- och revisorsyrkena, de samlade vårdyrkena samt yrket veterinärkirurger; arbetsrätt; familjerätt, abort, assisterad befruktning och surrogatmödraskap; läkemedel och hälsokost; radio- och tv-sändningar, övriga medier och The British Broadcasting Corporation; säkerhetsregler på idrottsplatser; reglering av utbildningskrav för advokater och åklagare, rätten till rättshjälp samt coronerns yrkesutövning samt frågor som rör yttre rymden och Antarktis.

### Beskattningsrätt och finansiering
Rätten att besluta om skatter och avgifter är särskilt förbehållen för Storbritanniens parlament. Wales regering kan, enligt lag, föreslå nya skatter som ska gälla för verksamheter och/eller invånare i Wales. Alla sådana nya skatter måste dock godkännas av Senedd och av båda kammare i Storbritanniens parlament för att vinna laga kraft.
Inom ramen för sin kompetens har Senedd full frihet att besluta om hur skattemedlen ska användas, och det förutsätts att det finns ett sådant beslut innan regeringen eller myndigheterna betalar ut skattemedel.
Senedd är också fri att besluta om finansiering via lån.

#### Walesiska punktskatter
Genom Wales Act 2014 beslutade Storbritanniens parlament att Senedd får besluta om stämpelskatt för markaffärer och punktskatt på deponier. De två tidigare brittiska skatterna på samma områden upphörde att gälla i Wales den 1 april 2018, och ersattes samtidigt med två lokalt beslutade skatter. En nyinrättad walesisk skattemyndighet, The Welsh Revenue Authority, WRA, inrättades för att svara för taxering och uppbörd.

#### Inkomstskatt
Wales Act 2014 gjorde det också möjligt för Senedd att påverka den statliga inkomstskatten, genom att den delades upp en nationell del gemensam för England, Wales och Nordirland och en lokal del som enbart rör Wales. Sedan den 6 april beslutar Senedd själv nivån på den lokala delen, vilket innebär att inkomstskattenivån kan variera både uppåt och nedåt jämfört med de övriga riksdelarna.
Inkomstskattens taxering och uppbörd är samordnad genom den brittiska skattemyndigheten.

### Granskande makt
Senedd har också tillsyn över den verksamhet som bedrivs av Wales regering och tillhörande myndigheter. Löpande granskning sker genom debatter och utfrågningar i kammaren, medan utskottens granskningar kan pågå under längre tid. Enligt lag ska också ett särskilt revisionsutskott utses, vars ordförande måste väljas bland oppositionspartiernas ledamöter.

#### Debatter
I kammaren anordnas debatter, som utgår från ett givet tematiskt innehåll och ger en bred grupp av ledamöter tillfälle att föra fram åsikter och ställa frågor. Efter att ha rådgjort med arbetsutskottet kan talmannen även bjuda in och ge ordet till andra än Senedds ledamöter.
Debatter följs ofta av en omröstning om ett lagförslag eller annat beslutsförslag från regeringen. När debatter ordnas i ett aktuellt ämne utan att det finns förberedda lagförslag att ta ställning till, kan debatten ändå avslutas med en omröstning om parlamentets generella åsikt eller inriktning i ämnet.

#### Frågor
Frågor till befattningshavare är en möjlighet för Senedds ledamöter att granska och utmana ministrarnas förvaltning, användning av skattemedel eller agerande inom aktuella ämnesområden.
Försteministern besvarar muntliga frågor i kammaren varje tisdag, under som mest en timma. Övriga ministrar, kronjuristen samt ledamöterna i Senedd Commission besvarar frågor enligt ett rullande schema i upp till 45 minuter var fjärde vecka. Inför frågestunden med försteministern och övriga ministrar avgör talmannen vem som får talartid genom att dra lott bland de ledamöter som önskar delta. Vid frågestunden med kronjuristen och Senedd Commission får alla ledamöter ställa frågor, men som mest två frågor vid varje tillfälle.
Frågor ska generellt avse en viss ministers, kronjuristens eller en av ledamöternas i Senedd Commission ansvarsområde. Frågan ska vara föranmäld, och består ofta av en eller två meningar på ett övergripande plan. Efter att frågan har bevarats får frågeställaren möjlighet att ställa en uppföljande och fördjupande följdfråga. Talmannen avgör från fall till fall om en eller flera andra ledamöter också ska få ställa en uppföljande fråga.
Det finns också ett system med ämnesövergripande frågor, brådskande frågor och "snabbdebatter", för att ledamöterna ska kunna lyfta sådana ämnen som inte direkt faller under en viss ministers ansvar eller som är så brådskande att de inte kan avvakta den ordinarie handläggningen.
De frågor som inte hinner besvaras i kammaren får ett skriftligt svar senare samma dag. Ledamöterna kan också välja att direkt lämna sin fråga för skriftligt svar.

#### Utskottsarbete
Regeringen och myndigheterna granskas också av Senedds utskott. Granskningen avser dels deras kostnader och finansiering, dels deras förvaltning och politik, och dels regeringens lagförslag. Senedd är mestadels fri att tillsätta de utskott och underutskott som kammaren anser är nödvändigt, men måste enligt brittisk lag inrätta ett särskilt revisionsutskott.
Parlamentet som helhet, revisionsutskottet och de utskott som parlamentet bemyndigar kan tvinga alla som har en offentlig anställning, ett offentligt uppdrag eller som bedriver verksamhet som påverkar den walesiska regeringens och/eller de walesiska myndigheternas verksamhet att vittna eller att lämna ut handlingar som behövs för granskningen.

## Organisation

### Ledamöterna
Senedd består av 60 ledamöter, som kallas medlem av Senedd (engelska: Member of the Senedd, förkortat MS, kymriska: Aelodau o'r Senedd, förkortat AS). Före 2021 var begreppet i stället medlem av nationalförsamlingen (Assembly Member, AM respektive Aelod y Cunulliad, AC).
Ledamöterna möts två gånger i veckan för förhandlingar i kammaren, och deltar därutöver i utskottsarbetet. De flesta ledamöter anordnar personlig rådgivning i sina valkretsar, så kallad surgery, för att samla in åsikter från väljare, ge råd i förvaltningsprocesser och ibland även agera ombud för väljarna gentemot myndigheter.

### Talmannen,Y Llywydd

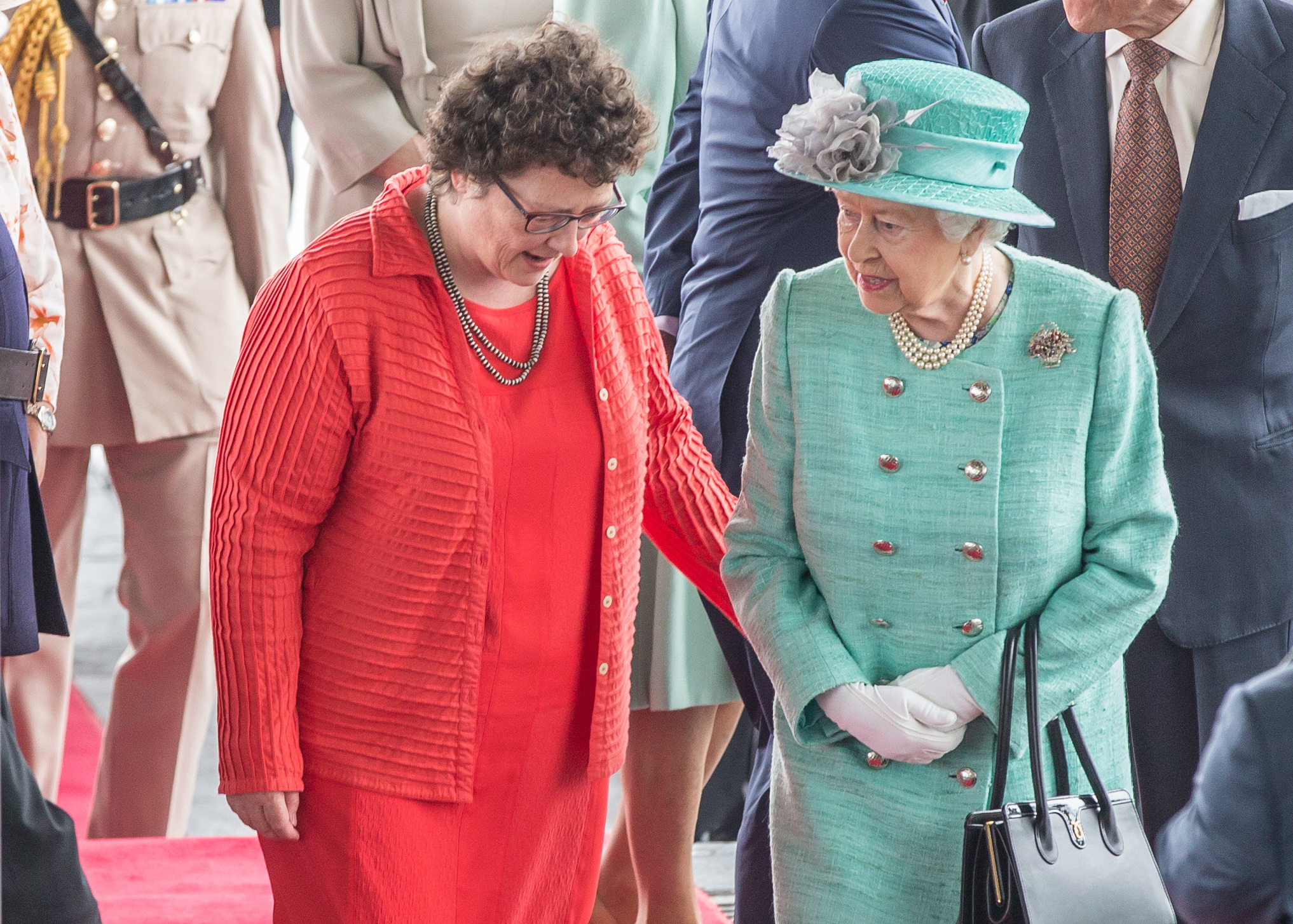
Llywydd Elin Jones och drottning Elizabeth II vid det officiella öppnandet av Wales nationalförsamling i juni 2016.

Senedds arbete leds av talmannen, Y Llywydd, som biträds av en vice talman. För att skapa bred förankring i kammaren väljs talman och vice talman alltid från olika partier, och så att både regeringspartier och oppositionspartier är representerade.
Talmannen är ordförande för Senedds plenarsammanträden, leder Senedds arbetsutskott och tolkar Senedds arbetsordning. Talmannen representerar Senedd och landet Wales inom det egna landet, gentemot Storbritanniens regering och parlament samt internationellt.
Vice talmannen träder in om talmansämbetet är vakant och när talmannen begär det. I praktiken innebär uppdraget att alternera som ordförande för plenarsammanträdena.
Talman och vice talman förutsätts utöva sina roller opartiskt och deltar därför bara i omröstningar vid lika röstetal. Den tjänstgörande av dem röstar då alltid för fortsatt diskussion. När det inte är möjligt röstar talmannen i stället emot huvudförslaget och alla tilläggs- och ändringsyrkanden. Talmannen får dock alltid fritt avge sin röst i frågor som enligt lag kräver kvalificerad majoritet.

### Senedd Commission
Senedds kommission utgör den juridiska personen Senedd, och ansvarar för den organisation av anställda, lokaler och stödfunktioner som krävs för att driva parlamentets verksamhet. Kommissionen består av talmannen och fyra ledamöter, som så långt det är möjligt väljs för att representera Senedds olika partier. I praktiken ägnar sig kommissionen främst åt strategiska lednings- och styrningsfrågor. Det operativa arbetet delegeras till parlamentets verkställande direktör.

### Senedds utskott
Senedd har både rätt och skyldighet att utse utskott inom sig. Utskotten har tre huvuduppgifter:
1. att granska regeringens och myndigheternas kostnader, finansiering, förvaltning och politik,
2. att granska regeringens lagförslag, samt
3. ta hänsyn till varje fråga som påverkar Wales.[51]

Enligt brittisk lag måste Senedd utse ett revisionsutskott. Till detta utskott är regeringen och kronjuristen inte valbara. Utskottets ordförande ska väljas från ett politiskt parti som inte ingår i regeringen.
Senedds arbetsutskott leds av talmannen och består av Tryfnedd och de övriga partiernas gruppledare. Utskottet planerar parlamentets arbete, föreslår indelningen i utskott, bereder ärendegången och fördelar ärenden på utskotten.
Indelning i utskott och fastställande av deras kompetens ska ske snarast efter varje allmänt val, men kan förändras löpande under mandatperioden. Ett av utskotten ska vara ansvarigt för Wales riksrevision (Wales Audit Office) och minst ett utskott ska vara ansvarigt för Wales ombudsman.
Utskotten bereder också medborgarförslag från personer, företag eller föreningar som är registrerade i Wales. Förslagen ska ha minst 250 namnunderskrifter och gälla sakfrågor inom Senedds beslutskompetens. Utskottet har tre alternativ:
1. att skicka förslaget vidare till regeringen, en myndighet eller ett annat utskott för åtgärd,
2. att rapportera till hela parlamentet om förslaget, eller
3. att själv vidta åtgärder för att hantera förslaget. En sådan åtgärd kan vara att avsluta behandlingen av ärendet.[76]

Ett medborgarförslag vars sakinnehåll behandlats under de senaste 12 månaderna avvisas av talmannen.

### Parlamentsförvaltningen

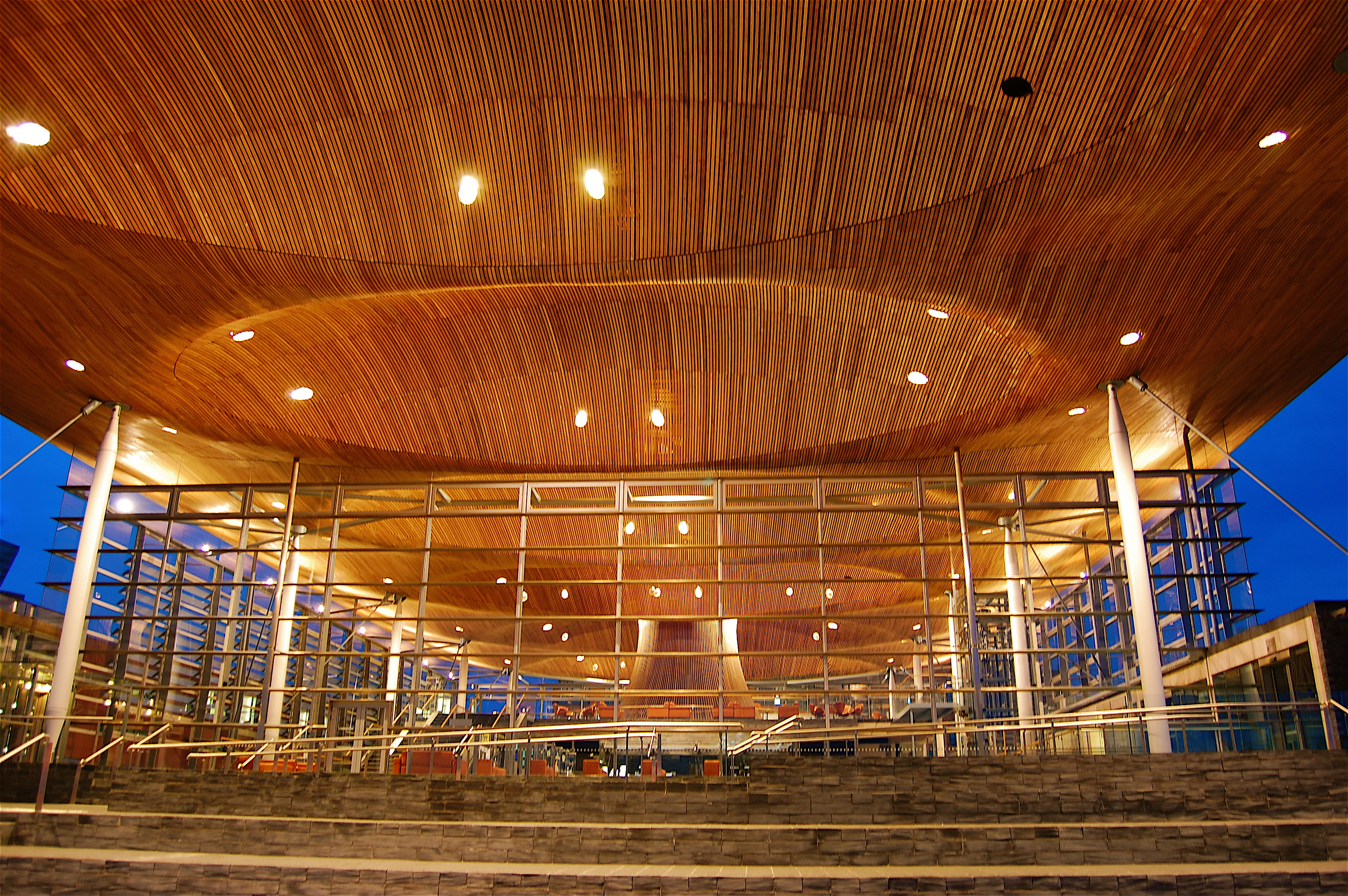
Parlamentsförvaltningen ansvarar bland annat för Senedds byggnader. Här parlamentsbyggnaden i Cardiff.

Parlamentsförvaltningen är den tjänstemannaorganisation som verkställer de beslut som Senedds kommission fattar. Den leds av en verkställande direktör för parlamentsförvaltningen.
Den verkställande direktören är samtidigt chefstjänsteman med ansvar för parlamentets handlingar, med titeln The Clerk of the Senedd (kymriska: Clerc y Senedd). I den rollen ger direktören råd till talmannen och Senedd om procedur- och laglighetsfrågor.
Parlamentsförvaltningen är organiserad i tre divisioner:
| Senedd Business - Kammar- och utskottsservice - Ledamotsservice - Juridisk rådgivning - Policy- och lagstiftningsstöd - Forskning - Strategic Transformation Service | Communication & Engagement - Kommunikation - Samverkan- och besöksverksamhet - IKT och mediesändningar - Översättnings- och protokollstjänster | Senedd Resources - Fastigheter & anläggningar - Ekonomi - Styrning & Internkontroll - HR - Säkerhet |

### Oppositionsledare och gruppledare
Senedd är organiserat enligt Westminstermodellen, och rollen som formell oppositionsledare är därför framträdande. Traditionellt är det partiledaren för det största oppositionspartiet som innehar rollen, och han eller hon inleder de återkommande utfrågningarna av försteministern. Övriga partier som är representerade i parlamentet utser också gruppledare, med motsvarande funktion.
Partierna utser även talespersoner för sakpolitiska områden, med uppdrag att följa politikutvecklingen och ställa ministrar till svars.

## Wales regering
Senedd tillämpar negativ parlamentarism, där Storbritanniens monark utser regeringsbildare. Regeringsbildaren utser i sin tur regeringens medlemmar. Senedd väljer alltså inte regeringen, utan granskar den och kan väcka misstroendevotum mot enskilda ministrar eller hela regeringen.
Samtliga ministrar och biträdande ministrar måste utses bland parlamentets ledamöter. Regeringens medlemmar behåller sina platser i parlamentet under sin ämbetstid, och några regeringsersättare kallas alltså inte in. Beroende på om även kronjuristen väljs bland Senedds ledamöter kan därför upp till 23 % av Senedds ledamöter delta i regeringsarbetet.

### De walesiska ministrarna
Senedds verkställande makt utövas av Wales regering. Regeringen, som i lagstiftningen kallas De walesiska ministrarna, består av
- försteministern (engelska: First Minister, kymriska: Prif Weinidog),
- de walesiska ministrarna (The Welsh Ministers, Gweinidogion Cymru),
- de biträdande walesiska ministrarna (Deputy Welsh Ministers, Dirprwy Weinidogion Cymru), samt
- kronjuristen (Counsel General for Wales, Cwnsler Cyffredinol i Lywodraeth)[85]

Försteministern är regeringschef. Han eller hon väljs av Senedd bland Senedds ledamöter, och utses därefter formellt av Storbritanniens monark. Försteministern utser själv de walesiska ministrarna och biträdande ministrarna bland Senedds övriga ledamöter. Till antalet får försteministern utse maximalt tolv ministrar och biträdande ministrar.
Försteministern leder regeringens arbete och den verkställande regeringsmakten. Han eller hon står till svars för hela regeringens politik. Så väl försteministern som ministrarna och de biträdande ministrarna kan göras till föremål för en förtroendeomröstning av Senedd, och kan på så sätt tvingas avgå. Om försteministern avgår faller hela regeringen, då den utsetts av försteministern och det därmed saknas förtroende för hela regeringen.

### Trefnydd
Trefnydd (engelska: Leader, House Leader) är den minister som ansvarar för att planera och organisera regeringens arbete inför Senedd. Ofta förenas uppdraget som Trefnydd även med någon annan ministerpost. Trefnydd fungerar även som gruppledare för majoritetspartiet i de sammanhang där alla partier ska vara representerade.

### Kronjuristen
Kronjuristen (engelska: Counsel General for Wales, kymriska: Cwnsler Cyffredinol i Lywodraeth) är regeringens jurist, dess främsta juridiska rådgivare och dess juridiska ombud inför domstolarna.
Kronjuristen utses av Storbritanniens monark på förslag av försteministern efter godkännande av Senedd. Ämbetet ingår i regeringen, men är inte ett ministerämbetet. Det räknas därför inte in i det maximala antalet ministrar, och det kan inte heller förenas med en annan ministerpost.
Kronjuristen kan utses utanför Senedds ledamöter. I de fallen har kronjuristen rätt att delta i Senedds överläggningar och debatter på samma villkor som ministrarna, men saknar rösträtt i Senedds beslut.
Kronjuristen har rätt att skicka hela eller delar av de lagförslag som diskuteras i Senedd för laglighetsprövning av Storbritanniens högsta domstol. Domstolen prövar då om lagförslaget faller under Senedds kompetens.

## Valsätt

### Mandatperiod och valdag
Senedd har sedan 2016 femåriga mandatperioder, med ordinarie val den första torsdagen i maj. Valdagen får dock inte sammanfalla med ett ordinarie val till Storbritanniens parlament, och talmannen har rätt att föreslå att valdagen tidigareläggs eller senareläggs med upp till en månad.
Om Senedd upplösts i förtid föreslår talmannen dag för nyval, för tiden fram till nästa ordinarie val. Om nyval hålls mindre än sex månader före ordinarie valdag, ställs dock det ordinarie valet in. I stället räknas den nya mandatperioden från dagen för nyvalet; mandatperioden blir då som längst fem år och sex månader minus en dag.

### Valsystem
Valsystemet, benämnt Additional Member System (AMS), är tvådelat och har inslag av både majoritetsval och proportionella val. Två tredjedelar av ledamöterna tillsätts genom majoritetsval i 40 enpersonsvalkretsar, där valkretsindelningen sammanfaller med valkretsarna för det brittiska parlamentet. Den kvarvarande tredjedelen tillsätts genom proportionella val med partilistor i fem regionvalkretsar. På så sätt är varje walesare representerad av fem ledamöter i Senedd. Det finns inga tröskelregler som förhindrar små partier att ta plats i Senedd.

### Rösträttsålder
Under 2020 utökades rösträtten till att omfatta Walesare äldre än 16 men yngre än 18 år. Den utökade rösträtten tillämpades för första gången i maj 2021, och innebar uppskattningsvis 100 000 nya potentiella väljare. Totalt nyregistrerades 71 562 väljare i Wales under den aktuella perioden, varav 7 704 var 16 eller 17 år gamla.

### Förnyat valsystem från 2026
I juni 2022 beslutade Senedd att utöka antalet ledamöter från 60 till 96. Förändringen ska träda ikraft från och med valet 2026. Samtidigt ersätts det nuvarande tvådelade valsystemet med ett listval. Väljarna får i fortsättningen endast en röst, som läggs på en av partierna fastslagen lista.
Listorna ska vara könskvoterade så att varannan plats tillfaller en kvinna och varannan en man. Det nya valsystemet saknar personvalsinslag och möjlighet att stryka kandidater.
Valkretsindelningen kommer förändras i två steg, först till valet 2026 och därefter igen till valet 2031.

## Politisk sammansättning

Grafisk presentation av valresultatet i 2021 års val till Senedd. Till vänster de 40 enpersonsvalkretsarna, till höger de 20 listvalsmandaten efter region.

Sedan det första valet till Wales nationalförsamling 1999 har Labourpartiet varit största parti och ingått i samtliga regeringar som bildats under perioden. Det nationalistiska socialistiska Plaid Cymru har varit andra största parti i fyra av sex val, med Konservativa partiet som andra största parti 2011 och 2021. Plaid Cymru ingick i två koalitionsregeringar under mandatperioden 2007–2011, i övrigt har Labour regerat i minoritet eller i koalition med Liberaldemokraterna.
Under perioden har också två oberoende kandidater erhållit mandat, 2003 respektive 2007. I valet 2016 vann UK Independence Party (UKIP) 7 platser, men förlorade dem i nästa val.
| Mandatförhållanden och regeringskoalitioner Wales Nationalförsamling (1999–2021) Senedd (2021– ) | Mandatförhållanden och regeringskoalitioner Wales Nationalförsamling (1999–2021) Senedd (2021– ) | Mandatförhållanden och regeringskoalitioner Wales Nationalförsamling (1999–2021) Senedd (2021– ) | Mandatförhållanden och regeringskoalitioner Wales Nationalförsamling (1999–2021) Senedd (2021– ) | Mandatförhållanden och regeringskoalitioner Wales Nationalförsamling (1999–2021) Senedd (2021– ) | Mandatförhållanden och regeringskoalitioner Wales Nationalförsamling (1999–2021) Senedd (2021– ) | Mandatförhållanden och regeringskoalitioner Wales Nationalförsamling (1999–2021) Senedd (2021– ) | Mandatförhållanden och regeringskoalitioner Wales Nationalförsamling (1999–2021) Senedd (2021– ) | Mandatförhållanden och regeringskoalitioner Wales Nationalförsamling (1999–2021) Senedd (2021– )                             | Mandatförhållanden och regeringskoalitioner Wales Nationalförsamling (1999–2021) Senedd (2021– ) | Mandatförhållanden och regeringskoalitioner Wales Nationalförsamling (1999–2021) Senedd (2021– ) |       |
| År                                                                                               | Valdeltagande                                                                                    | Mandat                                                                                           | Mandat                                                                                           | Mandat                                                                                           | Mandat                                                                                           | Mandat                                                                                           | Mandat                                                                                           | Regering / Regeringskoalition                                                                                                | Källa                                                                                            |                                                                                                  |       |
| År                                                                                               | Valdeltagande                                                                                    | Labourpartiet                                                                                    | Plaid Cymru                                                                                      | Konservativa partiet                                                                             | Liberaldemokraterna                                                                              | UK Independence Party                                                                            | Övriga                                                                                           | Regering / Regeringskoalition                                                                                                | Källa                                                                                            |                                                                                                  |       |
| ------------------------------------------------------------------------------------------------ | ------------------------------------------------------------------------------------------------ | ------------------------------------------------------------------------------------------------ | ------------------------------------------------------------------------------------------------ | ------------------------------------------------------------------------------------------------ | ------------------------------------------------------------------------------------------------ | ------------------------------------------------------------------------------------------------ | ------------------------------------------------------------------------------------------------ | --- | ------------------------------------------------------------------------------------------------ | ------------------------------------------------------------------------------------------------ | ----- |
| År                                                                                               | Valdeltagande                                                                                    | 1997                                                                                             | 50%                                                                                              | Folkomröstning om Walesiskt självstyre                                                           | Folkomröstning om Walesiskt självstyre                                                           | Folkomröstning om Walesiskt självstyre                                                           | Folkomröstning om Walesiskt självstyre                                                           | Folkomröstning om Walesiskt självstyre                                                                                       | Folkomröstning om Walesiskt självstyre                                                           | Folkomröstning om Walesiskt självstyre                                                           | [ 4 ] |
| 1999–2003                                                                                        | 46%                                                                                              | 28                                                                                               | 17                                                                                               | 9                                                                                                | 6                                                                                                | –                                                                                                | –                                                                                                | Labour (minoritetsregering) Labour övergångsregering (minoritetsregering) Labour & Liberaldemokraterna (majoritetskoalition) | [ 104 ] [ 105 ]                                                                                  |                                                                                                  |       |
| 2003–2007                                                                                        | 38%                                                                                              | 30                                                                                               | 12                                                                                               | 11                                                                                               | 6                                                                                                | 0                                                                                                | 1 (John Marek Independent Party)                                                                 | Labour (minoritetsregering)                                                                                                  | [ 106 ]                                                                                          |                                                                                                  |       |
| 2007–2011                                                                                        | 44%                                                                                              | 26                                                                                               | 15                                                                                               | 12                                                                                               | 6                                                                                                | 0                                                                                                | 1 (Blaenau Gwent People's Voice)                                                                 | Labour (minoritetsregering) Labour & Plaid Cymru (majoritetskoalition)                                                       | [ 107 ]                                                                                          |                                                                                                  |       |
| 2011                                                                                             | 36%                                                                                              | Folkomröstning om Walesiskt självstyre                                                           | Folkomröstning om Walesiskt självstyre                                                           | Folkomröstning om Walesiskt självstyre                                                           | Folkomröstning om Walesiskt självstyre                                                           | Folkomröstning om Walesiskt självstyre                                                           | Folkomröstning om Walesiskt självstyre                                                           | Folkomröstning om Walesiskt självstyre                                                                                       | [ 5 ]                                                                                            |                                                                                                  |       |
| 2011–2016                                                                                        | 42%                                                                                              | 30                                                                                               | 11                                                                                               | 14                                                                                               | 5                                                                                                | 0                                                                                                | –                                                                                                | Labour (minoritetsregering)                                                                                                  | [ 109 ]                                                                                          |                                                                                                  |       |
| 2016–2021                                                                                        | 45%                                                                                              | 29                                                                                               | 12                                                                                               | 11                                                                                               | 1                                                                                                | 7                                                                                                | –                                                                                                | Labour & Liberaldemokraterna (minoritetskoalition) Labour, Liberaldemokraterna & Oberoende (majoritetskoalition)             | [ 110 ]                                                                                          |                                                                                                  |       |
| 2021–(2026)                                                                                      | 47%                                                                                              | 30                                                                                               | 13                                                                                               | 16                                                                                               | 1                                                                                                | 0                                                                                                | –                                                                                                | Labour (minoritetsregering)                                                                                                  | [ 105 ]                                                                                          |                                                                                                  |       |

### Jämställdhet
Sedan parlamentet inrättats har mellan 40 och 50 % av de utsedda ledamöterna varit kvinnor, trots att det i flera val varit uppemot 70  % av kandidaterna som varit män. Två av tre talmän och tre av sex vice talmän som tjänstgjort sedan 1999 har varit kvinnor. Däremot har enbart män varit försteminister.
Andelen kvinnor i Wales demokratiska församling är därigenom betydligt mer representativ för den walesiska befolkningen än vad som är fallet för vart och ett av Nordirlands nationalförsamling, Skotska parlamentet och Storbritanniens parlament.
I samband med valet 2026 införs ett nytt valsystem, med krav på könskvoterade listor där var annan plats tillfaller en kvinna och var annan en man. Då det nya valsystemet saknar personvalsinslag och möjlighet att stryka kandidater kommer könsobalans begränsas ytterligare.